# Ördögmalom-barlang
Az Ördögmalom-barlang a Duna–Ipoly Nemzeti Parkban lévő Visegrádi-hegységben, Visegrád területén található barlang.

## Leírás
Pilisszentlászlótól Visegrádig mintegy 10 kilométer hosszban fut le az Apát-kúti-völgy. Az Ördögmalom-vízesés alatt a patak bal oldalán helyezkedik el. Egy eresz-szerű képződménytől boltozva található a barlang. Befelé több mint 2 métert terjed és a szélessége 4–5 méter lehet. A vele szemben levő padka viszont a mesterséges kialakítás formajegyeit viseli. Helyi jelentőségű, kis méretű barlang.

## Kialakulás
Az agglomerátumpadot alighanem a víz eróziós alámosása tette barlanggá.

## Kutatástörténet
1996-ban Szabó Géza ismertette a barlangot. A korábbi kutatottságáról nincs adat. A 2001. november 12-én elkészült, Magyarország nemkarsztos barlangjainak irodalomjegyzéke című kézirat barlangnévmutatójában szerepel az Ördögmalom-barlang. A barlangnévmutatóban meg van említve 1 irodalmi mű, amely foglalkozik az üreggel. A 364. tétel nem említi, a 363. tétel említi.
A 2014. évi Karsztfejlődésben megjelent tanulmányban az olvasható, hogy a Visegrádi-hegység 101 barlangjának egyike a Visegrádon található Ördögmalom-barlang, amely 4,5 m hosszú és 2 m mély.